# Kapitein Winokio
Kapitein Winokio is een Vlaams muziekproject van Winok Seresia voor kinderen en hun ouders. Naast optredens met inspirerende en inventieve muziek voor kinderen (op bekende podia als de Ancienne Belgique of festivals als Hestival) zijn er ook cd's, boeken, vinyl, DVD's en spelletjes. Traditionele kinderliedjes zoals Ik zag twee beren, Slaap, kindje, slaap en Al die willen te kaap'ren varen worden herwerkt tot eigentijdse versies gezongen en uitgevoerd door professionele muzikanten. De oorspronkelijke teksten worden meestal gerespecteerd, maar soms ook aangepast of verlengd. Daarnaast schreef Winok Seresia reeds honderden liedjes voor kinderen zelf en bracht deze uit op cd en in zijn eigen streaming app Radio Winokio.

## Historiek
In 2004 startte Winok Seresia het project dat administratief was ondergebracht in Catamaran vzw (opgericht in Borgerhout in 2000). Deze werd in 2007 in Antwerpen herdoopt tot Haiku Harbour vzw en in 2009 tot Kapitein Winokio bvba. De artistieke leiding is in handen van Winok Seresia met Greet Meert als zakelijk leider. Kapitein Winokio betrekt ook vele andere artiesten bij het project. Een belangrijke medewerker is de accordeonist Ivan Smeulders, die vanaf 2005 zowel meewerkte aan de "Kapitein Winokio-show" als aan cd's. Daarnaast hebben diverse andere bekende Vlaamse artiesten nummers mee uitgevoerd: Kamagurka, Stijn Vandeputte, Jan Decleir, Wawadadakwa, El Creme Glace Ques, Wouter De Belder, Daan Stuyven en Guy Mortier.
Begin 2011 betrekt de Stichting tegen Kanker Kapitein Winokio bij een campagne tegen huidkanker gericht op het beter beschermen van kleine kinderen tegen de schadelijke UV-stralen van de zon. Kapitein Winokio komt met het Zonnelied, dat kinderen uitlegt hoe ze zich tegen de zon kunnen beschermen.

## Erkenning
- 7 januari 2011: Music Industry Awards 2010 voor Kidspop.[3]

## Disco/bibliografie
- Kapitein Winokio zag 1 beer. Een ode aan het kinderlied (cd, 2004)
- De Tafels van Vermenigvuldiging (educatief pakket, 2005)
- Kapitein Winokio is beestig (cd, 2006)
- Kapitein Winokio zag 2 beren (cd, 2005)
- Radio Winokio. Lekker luisteren (cd, 2007)
- Kapitein Winokio zag 3 beren (cd, 2008)
- Kapitein Winokio's aaiboek. Een teken- en doeboek (boek, 2009)
- Kapitein Winokio DANST. Een swingend verhaal om op te bewegen (boek+cd, 2008)
- Berengoed (cd, 2009)
- Radio Winokio. Scheepsradio voor kinderen (educatief pakket, 2009)
- Kapitein Winokio PROEFT. Een lekker verhaal voor fijnproevers (boek+cd, 2009)
- Kapitein Winokio LACHT. Een verhaal van twee vrienden op muziek van Bach (boek+cd, 2009)
- Kapitein Winokio SPEELT. Een vrolijk klankspel voor kleine matrozen (boek+cd, 2010)
- Kapitein Winokio is van de wereld (cd, 2010)
- Handjes draaien. 36 kinderliedjes en -versjes voor peuters en kleuters (boek+cd, 2010)
- Koekebakkevlaaien. 36 kinderliedjes en -versjes voor peuters en kleuters (boek+cd, 2011)
- Kapitein Winokio ZINGT 10 broodnodige liedjes (boek+cd, 2011)
- J'aime la vie (educatief pakket, 2011)
- Kapitein Winokio ZINGT 10 hits van vroeger (boek+cd, 2012)
- Kapitein Winokio's LEVENDE LIEDJES. Oude kinderliedjes in beeld (DVD, 2012)
- De winter van Kapitein Winokio. 25 winterliedjes en -versjes (boek+cd, 2012)
- De zomer van Kapitein Winokio. 25 zomerliedjes en -versjes (boek+cd, 2013)
- Kapitein Winokio ZINGT 13 kinderliedjes uit alle windstreken (boek+cd, 2013)
- De speelplaats van Kapitein Winokio: Speelplaatsspelletjes van vroeger en nu (educatief pakket, 2013)
- Kapitein Winokio ZINGT 10 beestige liedjes (boek+cd, 2014)
- De herfst van Kapitein Winokio. 25 herfstliedjes en -versjes (boek+cd, 2014)
- De lente van Kapitein Winokio. 25 lenteliedjes en -versjes (boek+cd, 2014)
- Kapitein Winokio's GROTE NOTENBOOT (DVD, 2014)
- Kapitein Winokio's BERENCONCERTEN. Live in de AB (DVD, 2014)
- Het liedjesboek van Mevrouw de Poes. 20 liedjes voor snoezepoezen en katerwaters (boek+cd, 2014)
- Kapitein Winokio ZINGT 10 liedjes van de Notenboot (boek+cd, 2015)
- ABC, zing maar mee (boek+cd, 2015)
- Ankers en roeren (boek+cd, 2015)
- Wat wil jij later worden? (boek+cd, 2016)
- Pluk de dag (boek+cd, 2016)
- Pluk de dag doe-platen (doe-platen voor het onderwijs, 2016)
- Klas-handpop (pop, 2016)
- Knuffel-handpop (pop, 2016)
- De groentjes van Kapitein Winokio (boek+cd, 2017)
- Dierenplezier! (boek+cd, 2017)
- Jazz voor kinderen (LP, 2017)
- Blij Bang Boos Bedroefd. 27 kleine liedjes over Grote Gevoelens (boek+cd, 2017)
- Jazz voor kinderen (cd, 2017)
- Danskriebels (boek+cd, 2018)
- Olala, patati et patata (boek+cd, 2018)
- Kapitein Winokio Sprookjes (boek+audio, 2018)
- Kapitein Winokio Partituren (partiturenboek, 2018)
- Pleisterliedjes. 27 liedjes over pijn, ziek zijn en dokters (boek+cd+mp3, 2019)
- Sinterklaasliedjes (boek+cd+mp3, 2019)
- Sprookjes II (boek+cd+mp3, 2019)